# Премія Гільдії кіноакторів США за внесок у кінематограф
Премія Гільдії кіноакторів США за внесок у кіномистецтво — почесна нагорода спілки кінематографістів США, яку присуджують щорічно з 1962 року за видатні досягнення у професійній діяльності.
Нижче наведено повний список лауреатів. У 1964, 1981 та 2021 роках нагороду не вручали.

## Список
- 1962 — Едді Кантор
- 1963 — Стен Лорел
- 1965 — Боб Хоуп
- 1966 — Барбара Стенвік
- 1967 — Вільям Гаргано
- 1968 — Джеймс Стюарт
- 1969 — Едвард Г. Робінсон
- 1970 — Грегорі Пек
- 1971 — Чарлтон Гестон
- 1972 — Френк Сінатра
- 1973 — Марта Рей
- 1974 — Волтер Піджон
- 1975 — Розалінд Расселл
- 1976 — Перл Бейлі
- 1977 — Джеймс Кегні
- 1978 — Едгар Берген
- 1979 — Кетрін Гепберн
- 1980 — Леон Еймс
- 1982 — Денні Кей
- 1983 — Ральф Белламі
- 1984 — Іггі Вулфінгтон
- 1985 — Пол Ньюман та Джоан Вудвард
- 1986 — Нанетт Фабрей
- 1987 — Ред Скелтон
- 1988 — Джин Келлі
- 1989 — Джек Леммон
- 1990 — Брок Петерс
- 1991 — Берт Ланкастер
- 1992 — Одрі Гепберн
- 1993 — Рікардо Монтальбан
- 1994 — Джордж Бернс
- 1995 — Роберт Редфорд
- 1996 — Анджела Ленсбері
- 1997 — Елізабет Тейлор
- 1998 — Кірк Дуґлас
- 1999 — Сідні Пуатьє
- 2000 — Оссі Девіс та Рубі Ді
- 2001 — Едвард Аснер
- 2002 — Клінт Іствуд
- 2003 — Карл Молден
- 2004 — Джеймс Гарнер
- 2005 — Ширлі Темпл
- 2006 — Джулія Ендрюс
- 2007 — Чарльз Дернінг
- 2008 — Джеймс Ерл Джонс
- 2009 — Бетті Вайт
- 2010 — Ернест Боргнайн
- 2011 — Мері Тайлер Мур
- 2012 — Дік Ван Дайк
- 2014 — Ріта Морено
- 2015 — Деббі Рейнольдс
- 2016 — Керол Бернетт
- 2017 — Лілі Томлін
- 2018 — Морган Фрімен
- 2019 — Алан Алда
- 2020 — Роберт де Ніро
- 2022 — Гелен Міррен

## Фотогалерея
Фотографії деяких лауреатів:

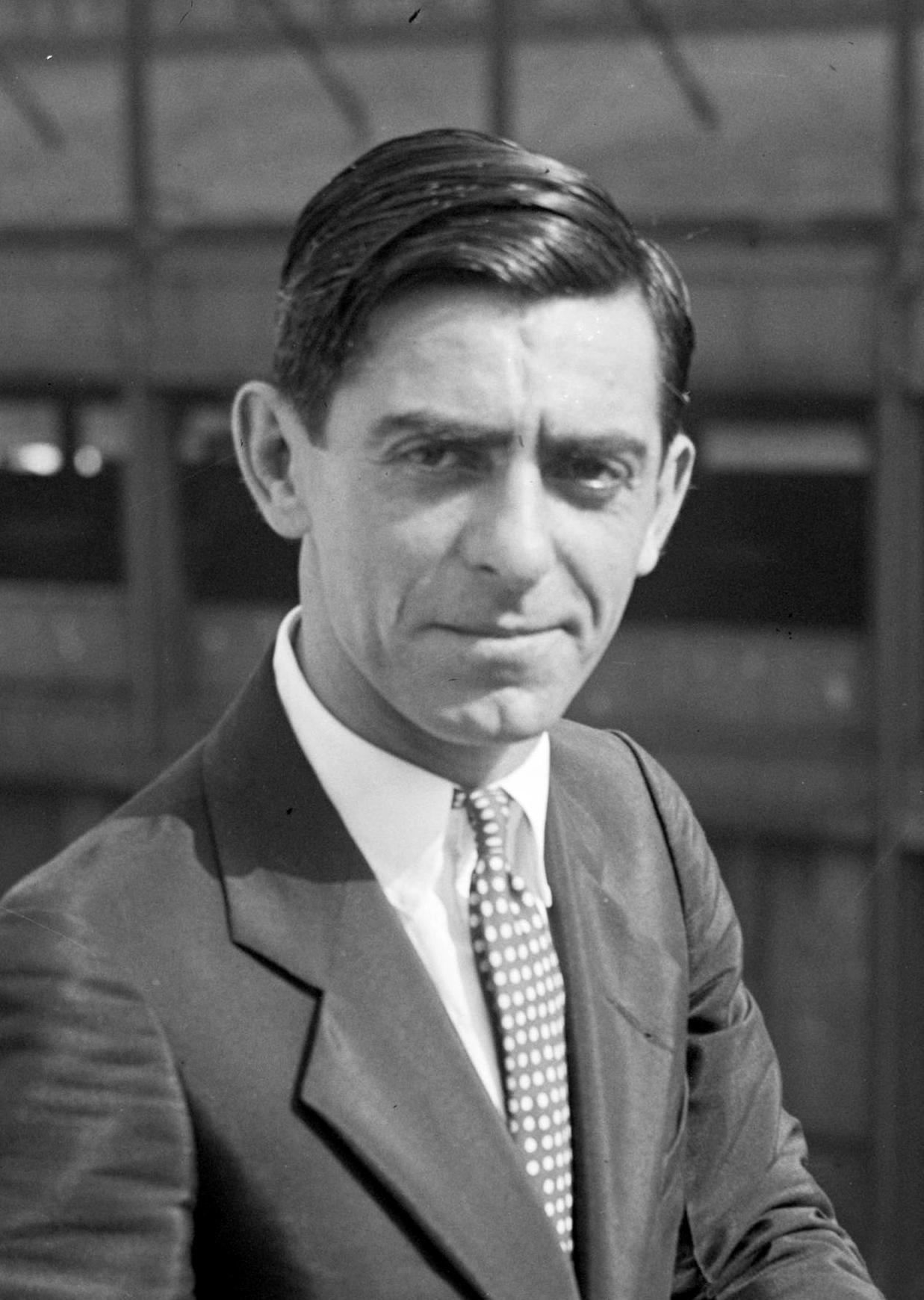
Едді Кантор 1962
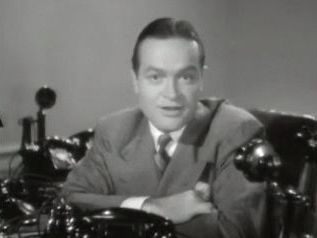
Боб Гоуп 1965
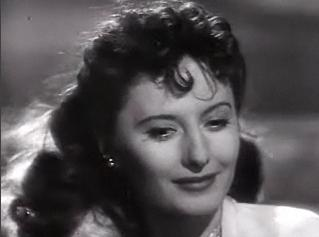
Барбара Стенвік 1966
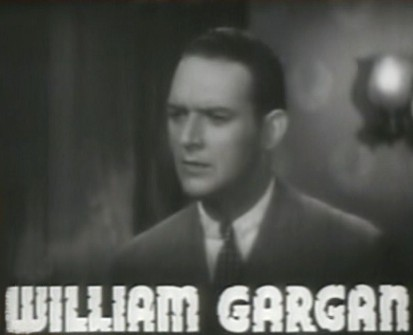
Вільям Гаргано 1967
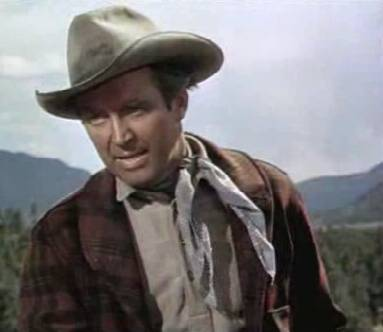
Джеймс Стюарт 1968
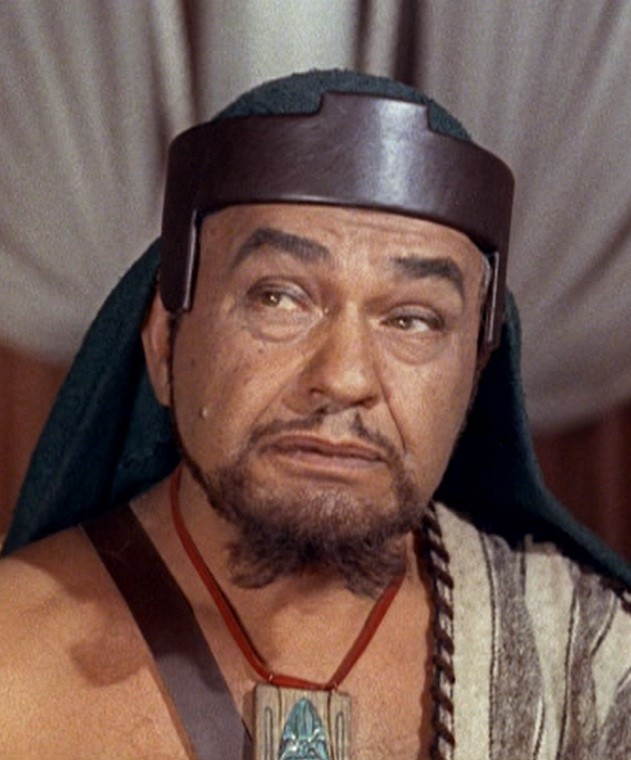
Едвард Г. Робінсон 1969
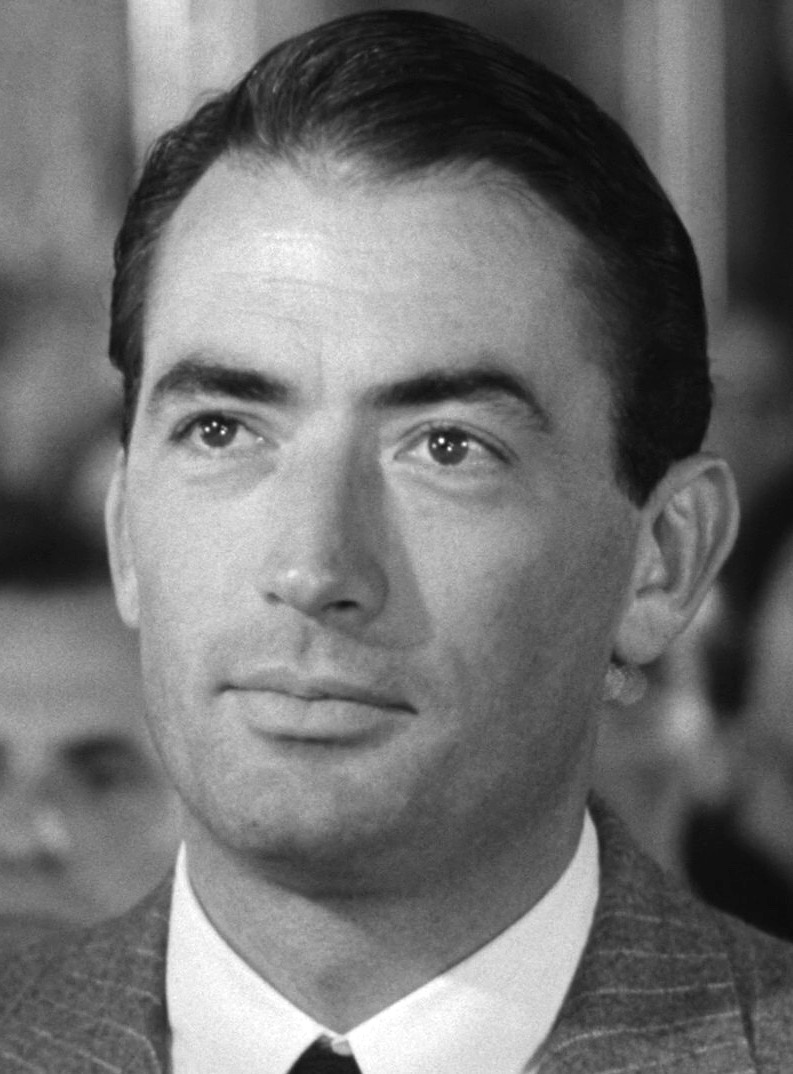
Грегорі Пек 1970
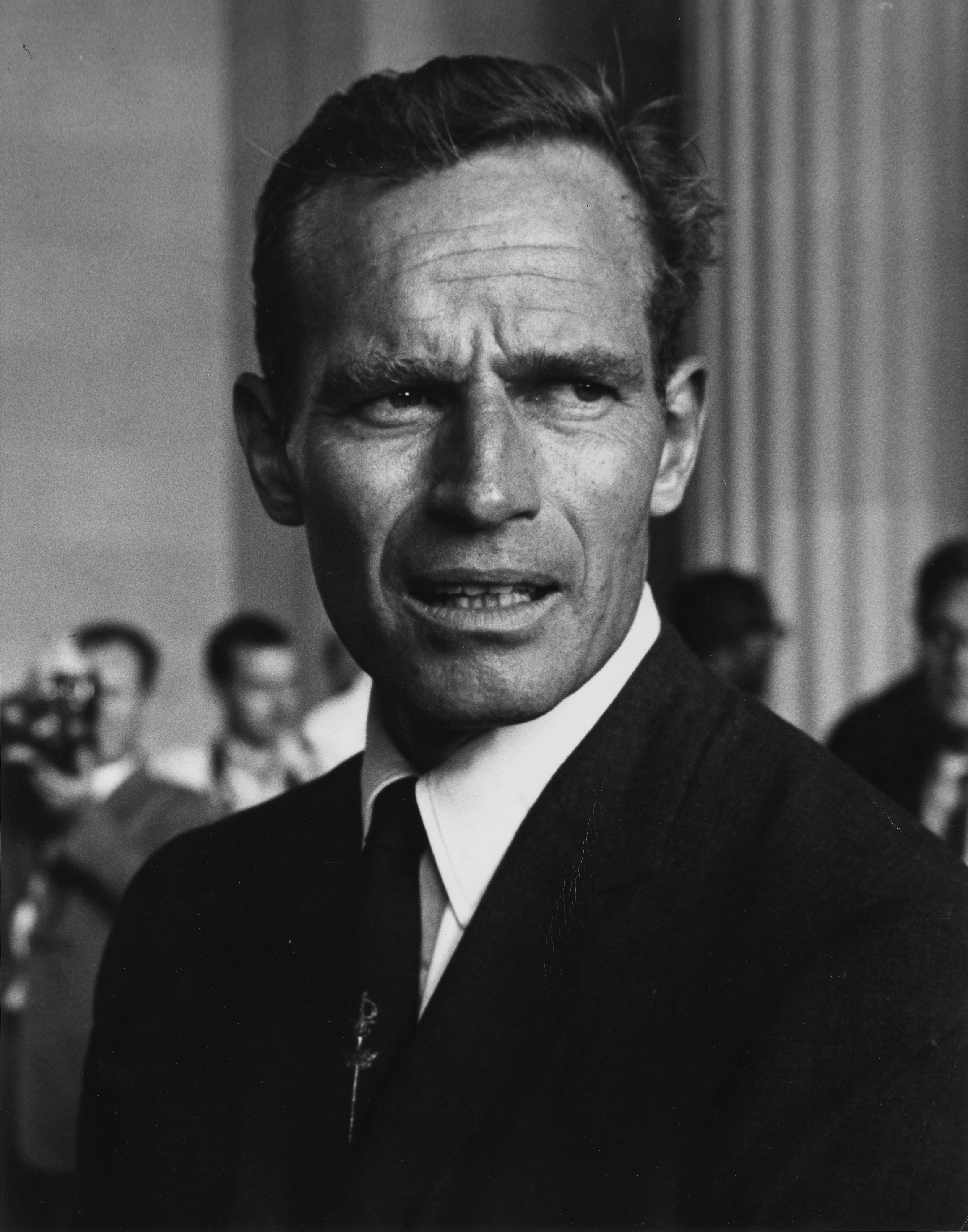
Чарлтон Гестон 1971
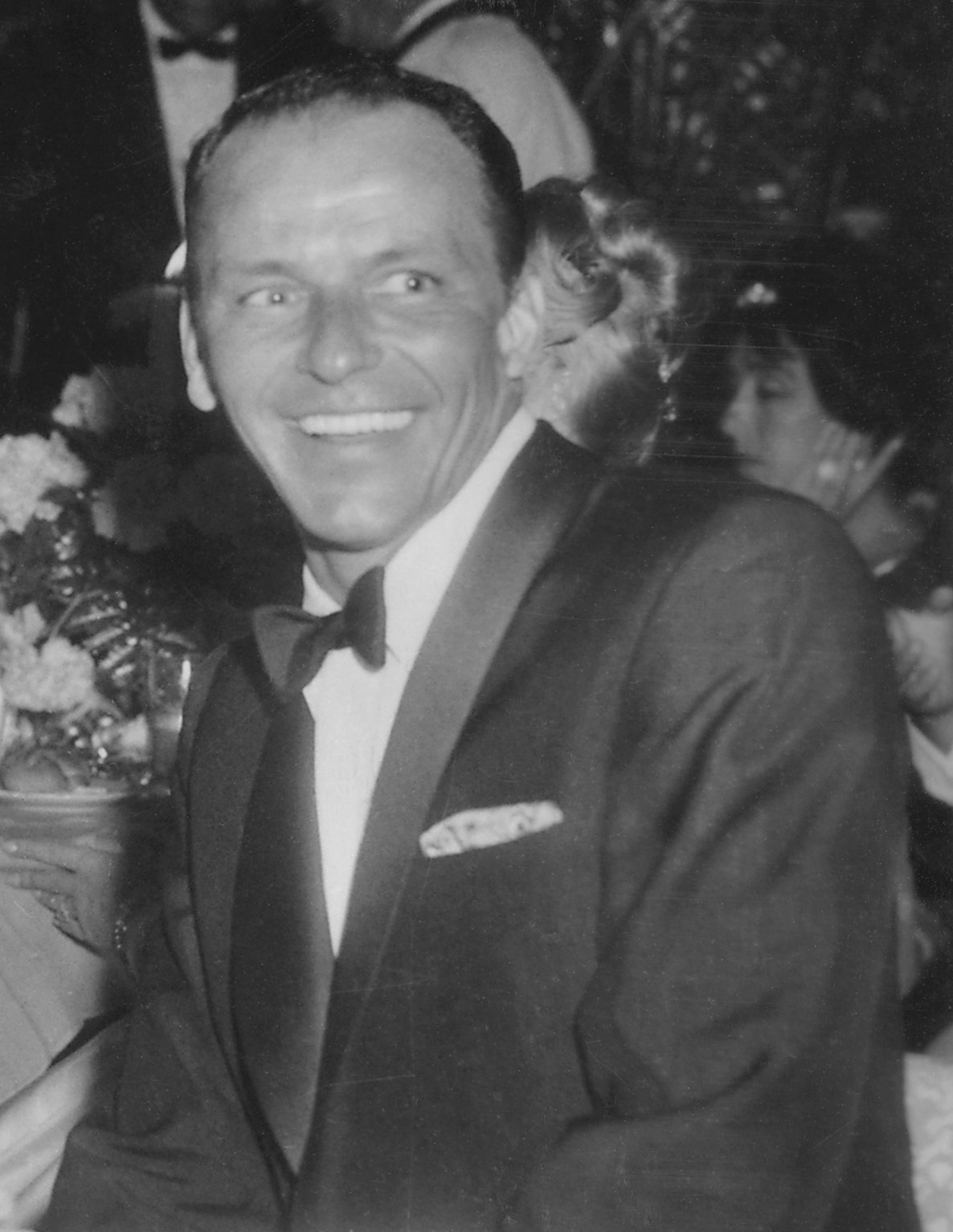
Френк Сінатра 1972
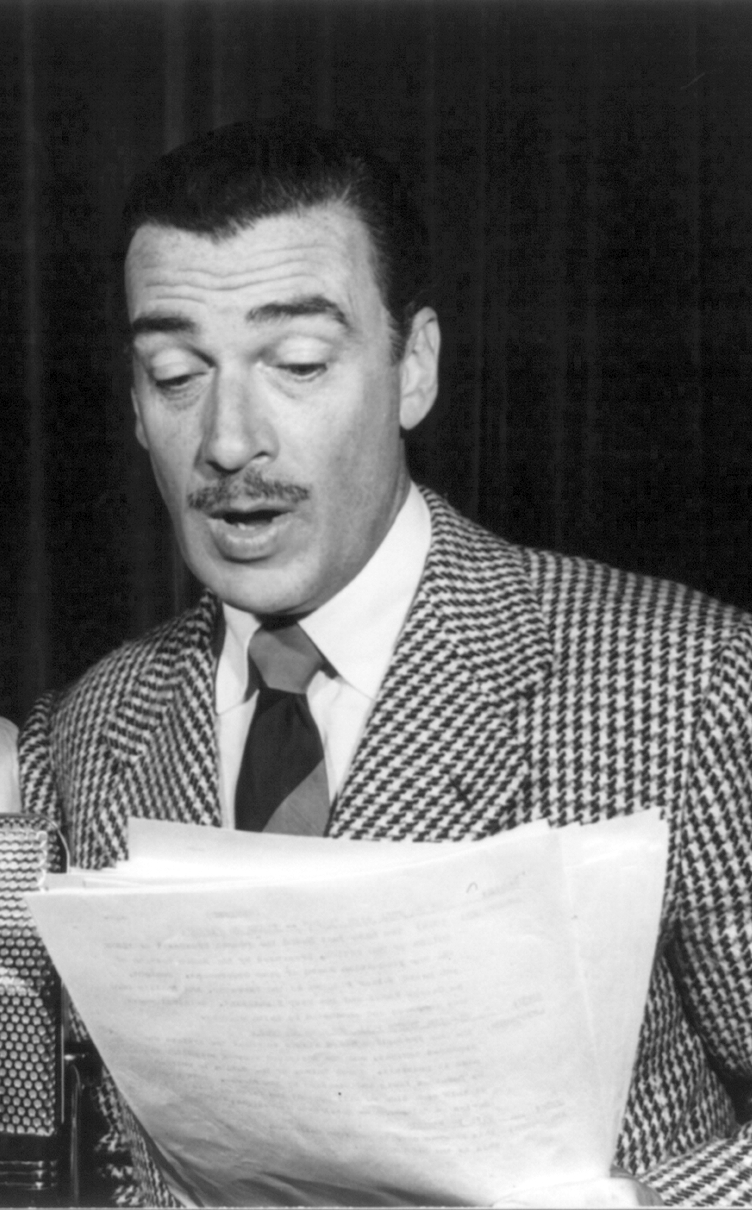
Волтер Піджон 1974
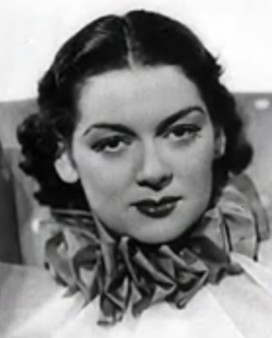
Розалінд Расселл 1975
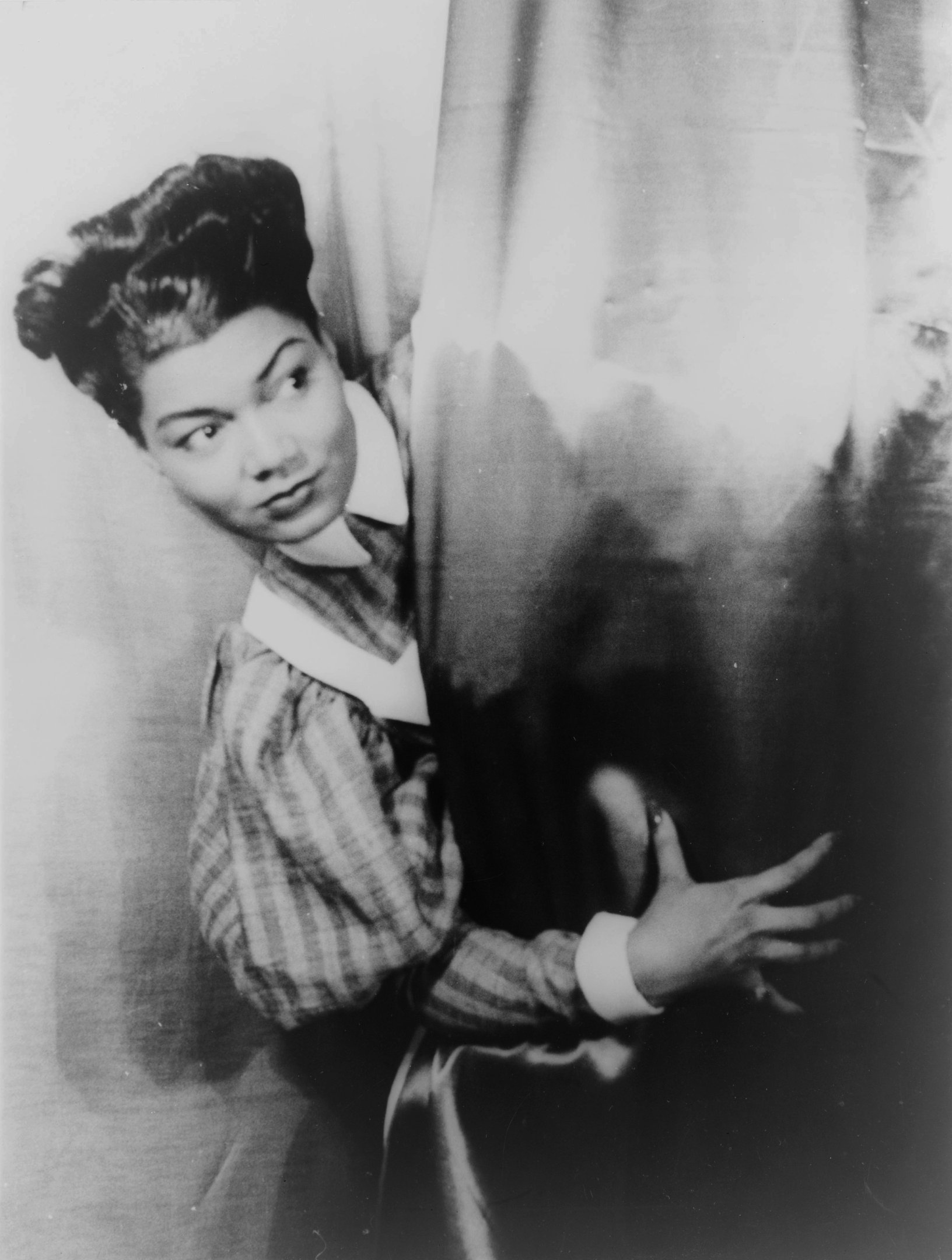
Перл Бейлі 1976
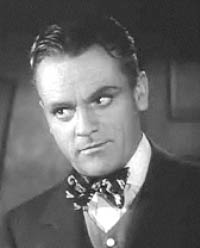
Джеймс Кегні 1977
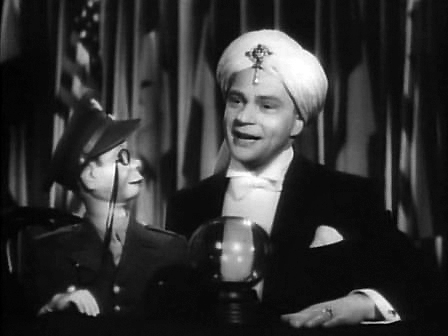
Едгар Берген 1978
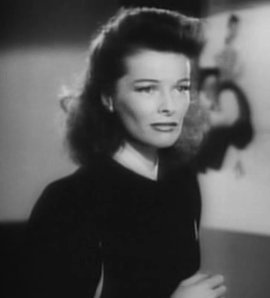
Кетрін Гепберн 1979
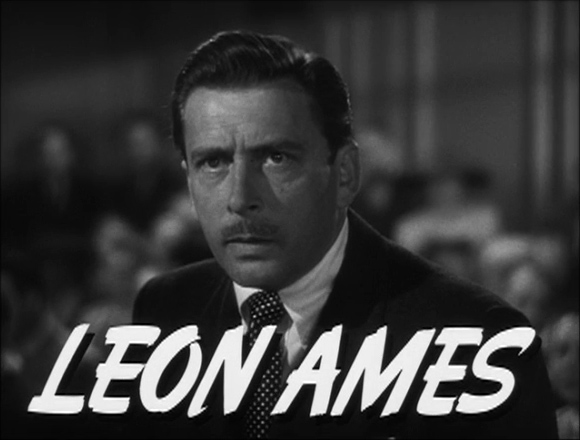
Леон Еймс 1980
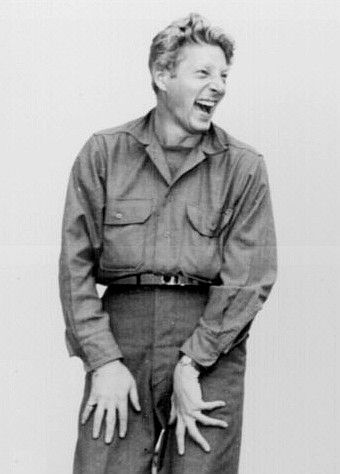
Денні Кей 1982
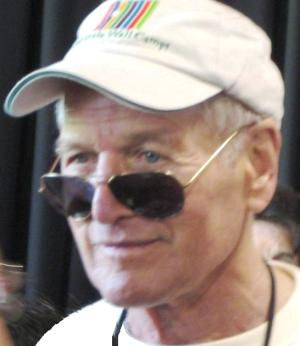
Пол Ньюман 1985
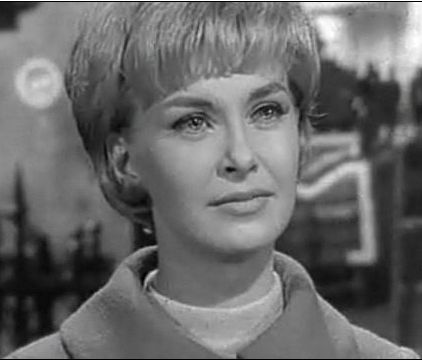
Джоан Вудвард 1985
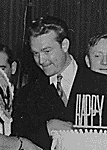
Ред Скелтон 1987
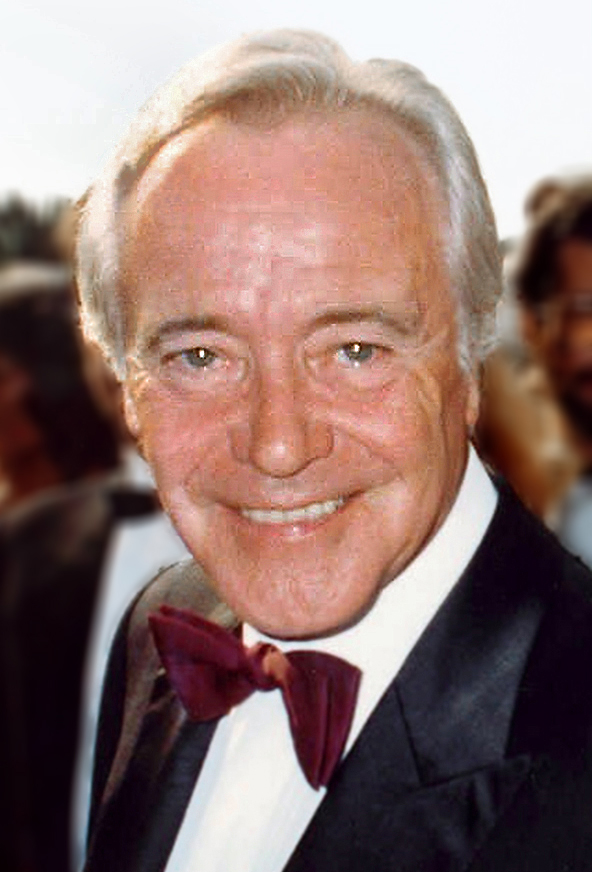
Джек Леммон 1989
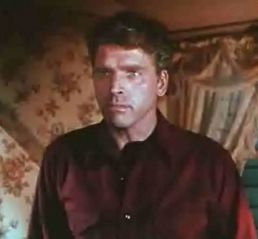
Берт Ланкастер 1991
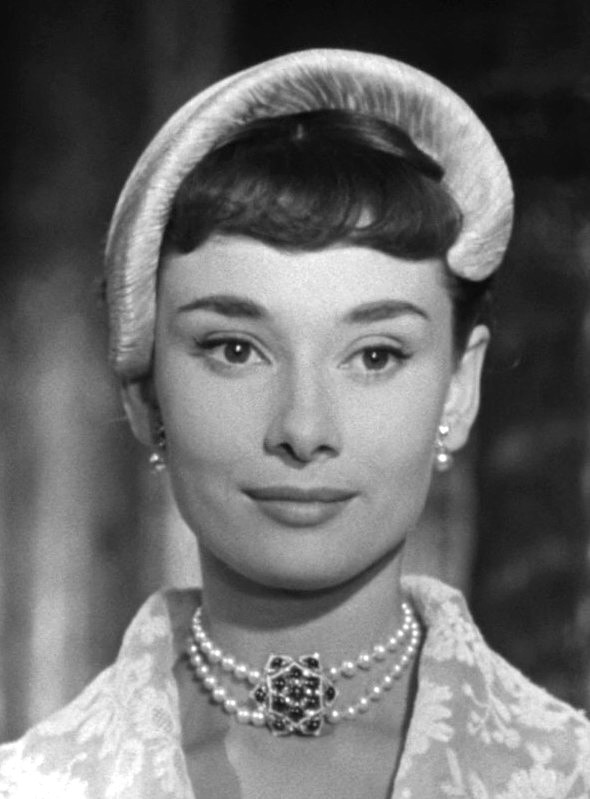
Одрі Гепберн 1992
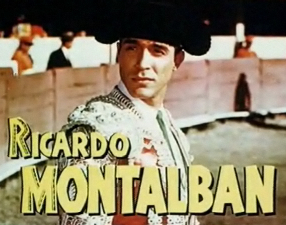
Рікардо Монтальбан 1993
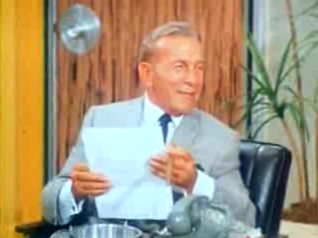
Джордж Бернс 1994
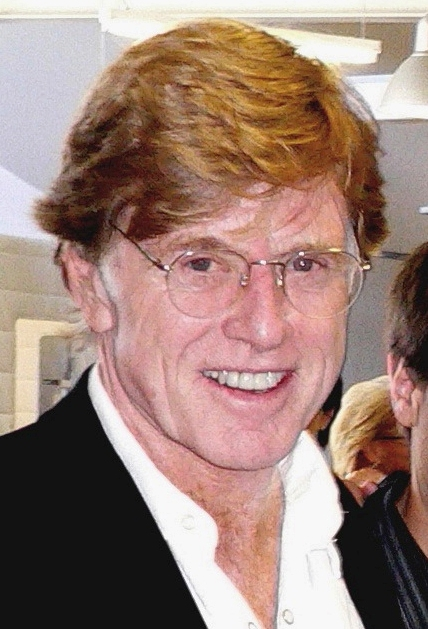
Роберт Редфорд 1995
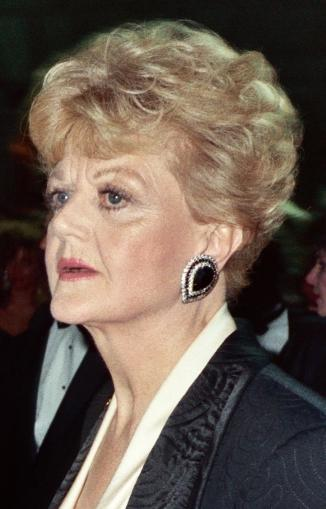
Анджела Ленсбері 1996
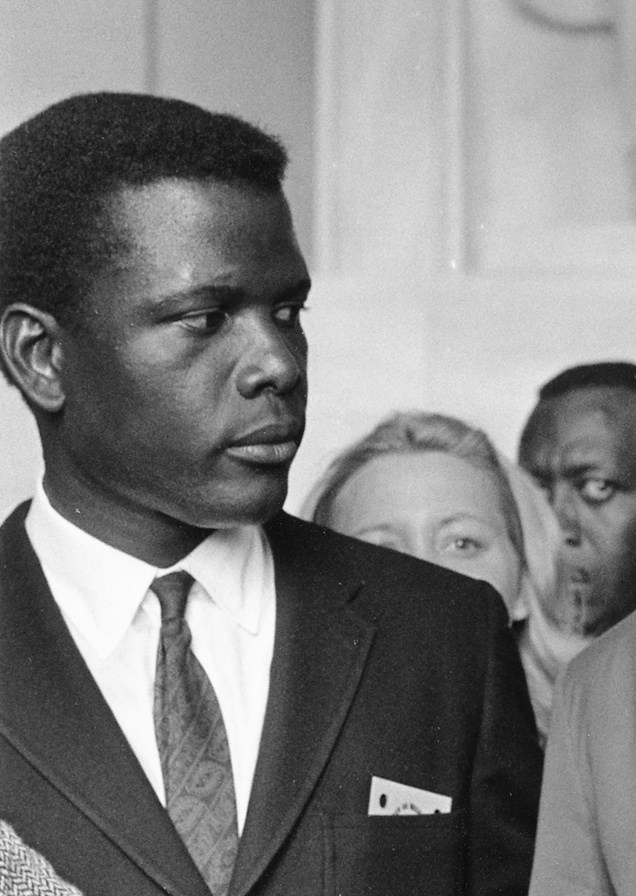
Сідні Пуатьє 1999
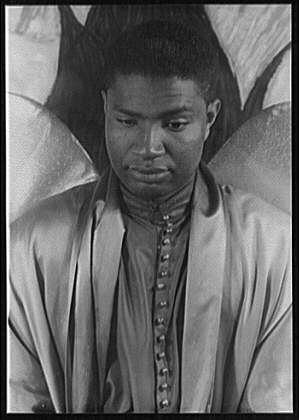
Оссі Девіс 2000
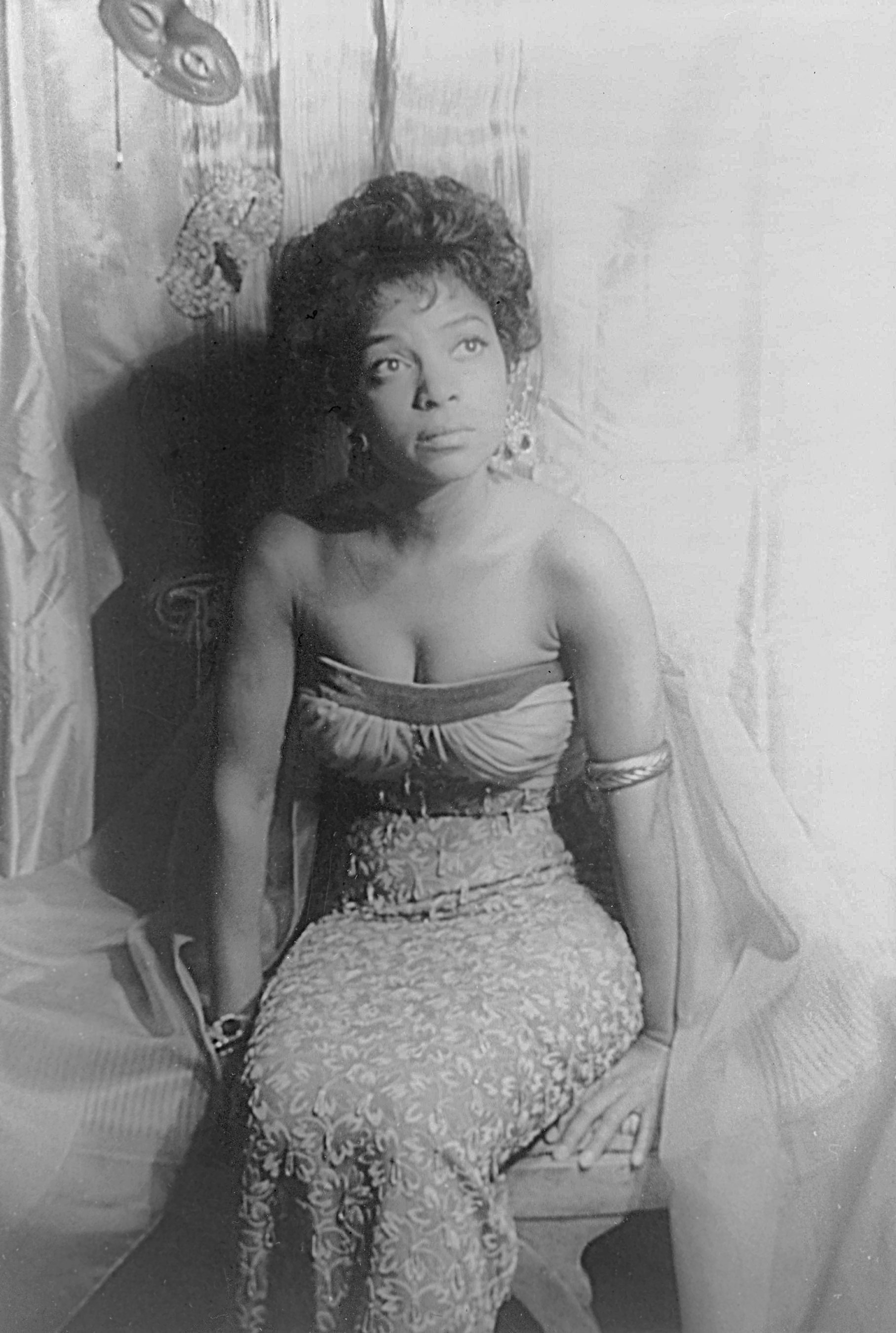
Рубі Ді 2000
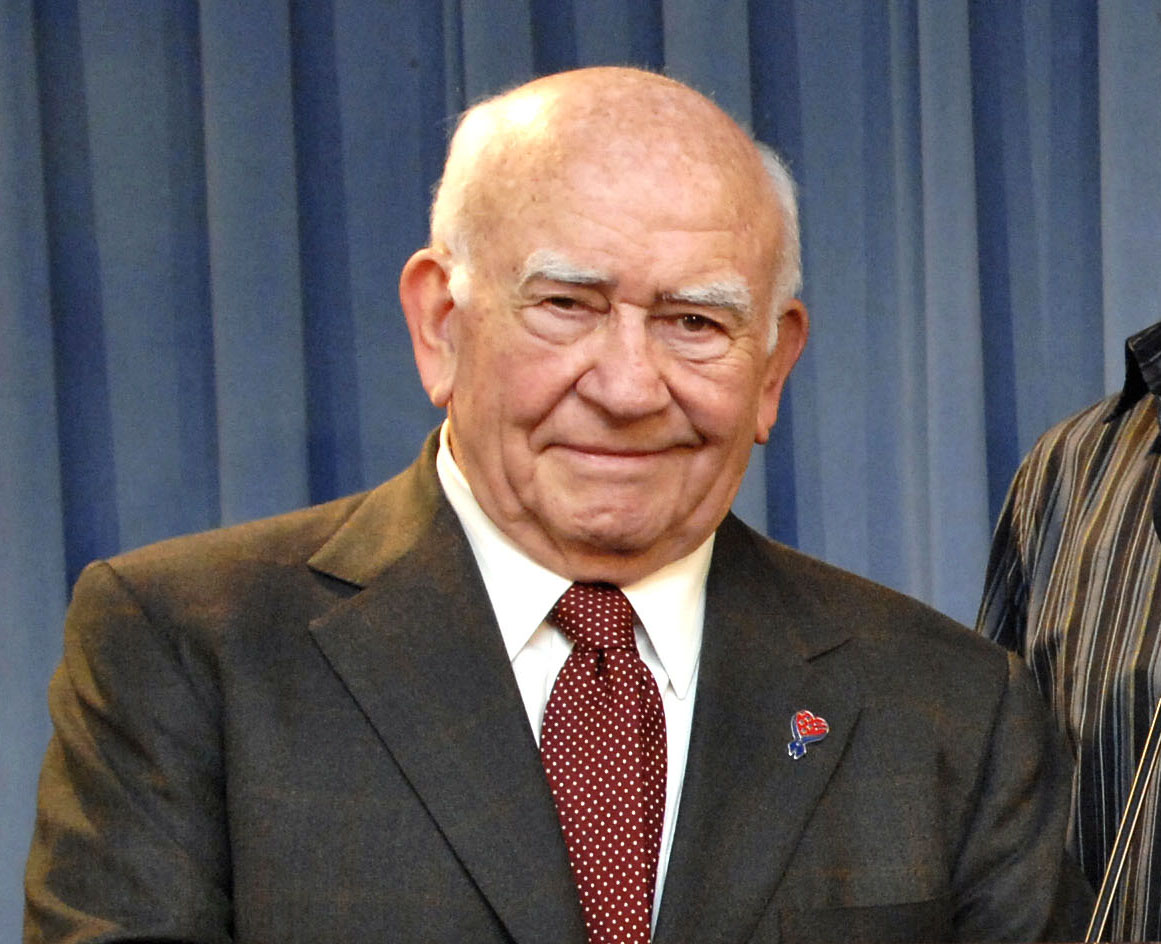
Едвард Аснер 2001
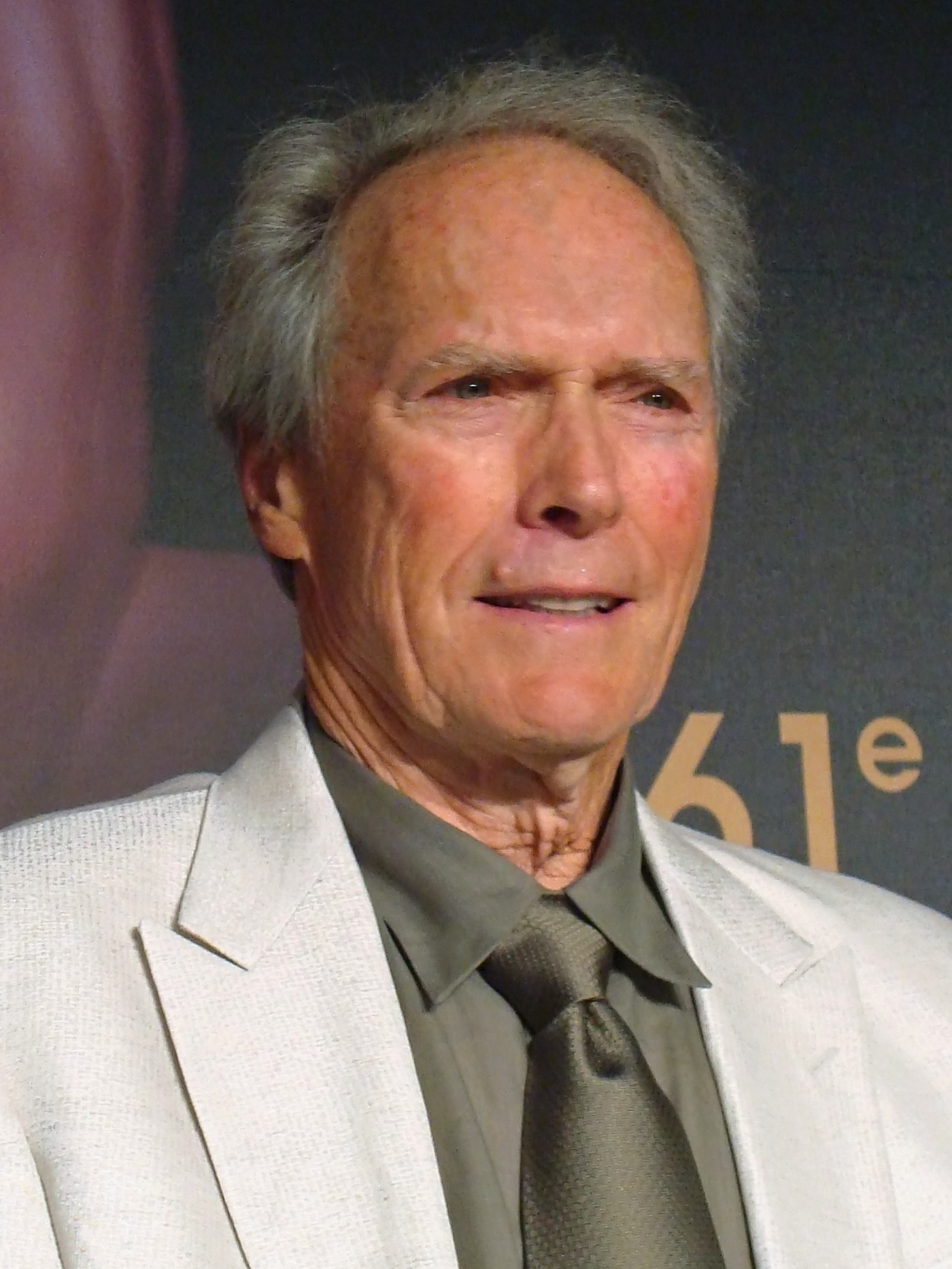
Клінт Іствуд 2002
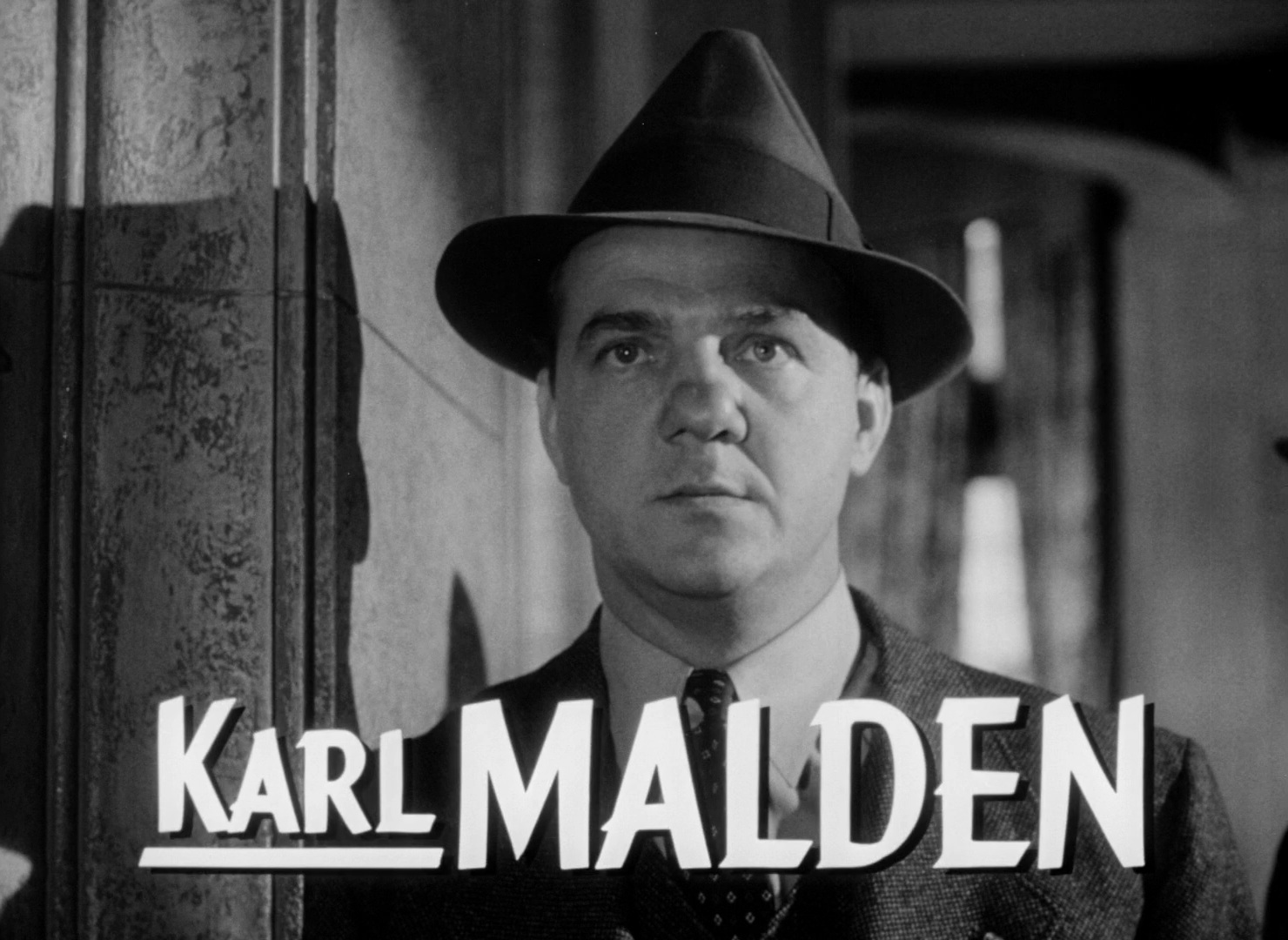
Карл Молден 2003
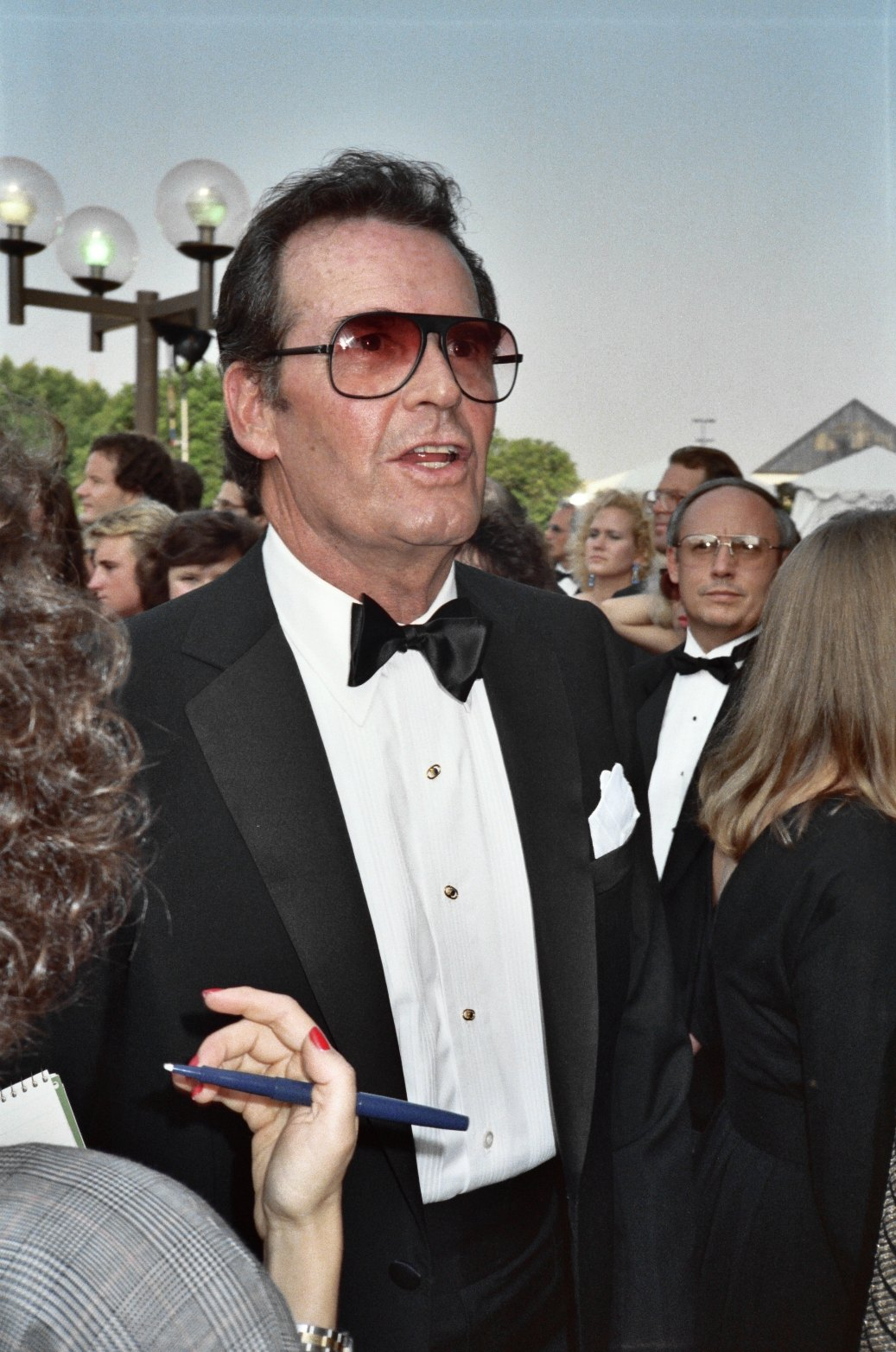
Джеймс Гарнер 2004
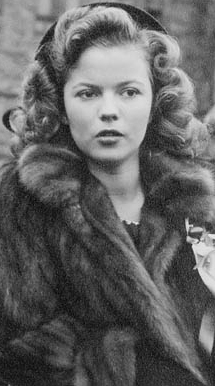
Ширлі Темпл 2005
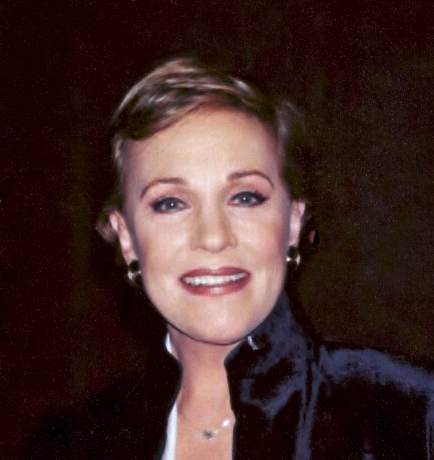
Джулія Ендрюс 2006
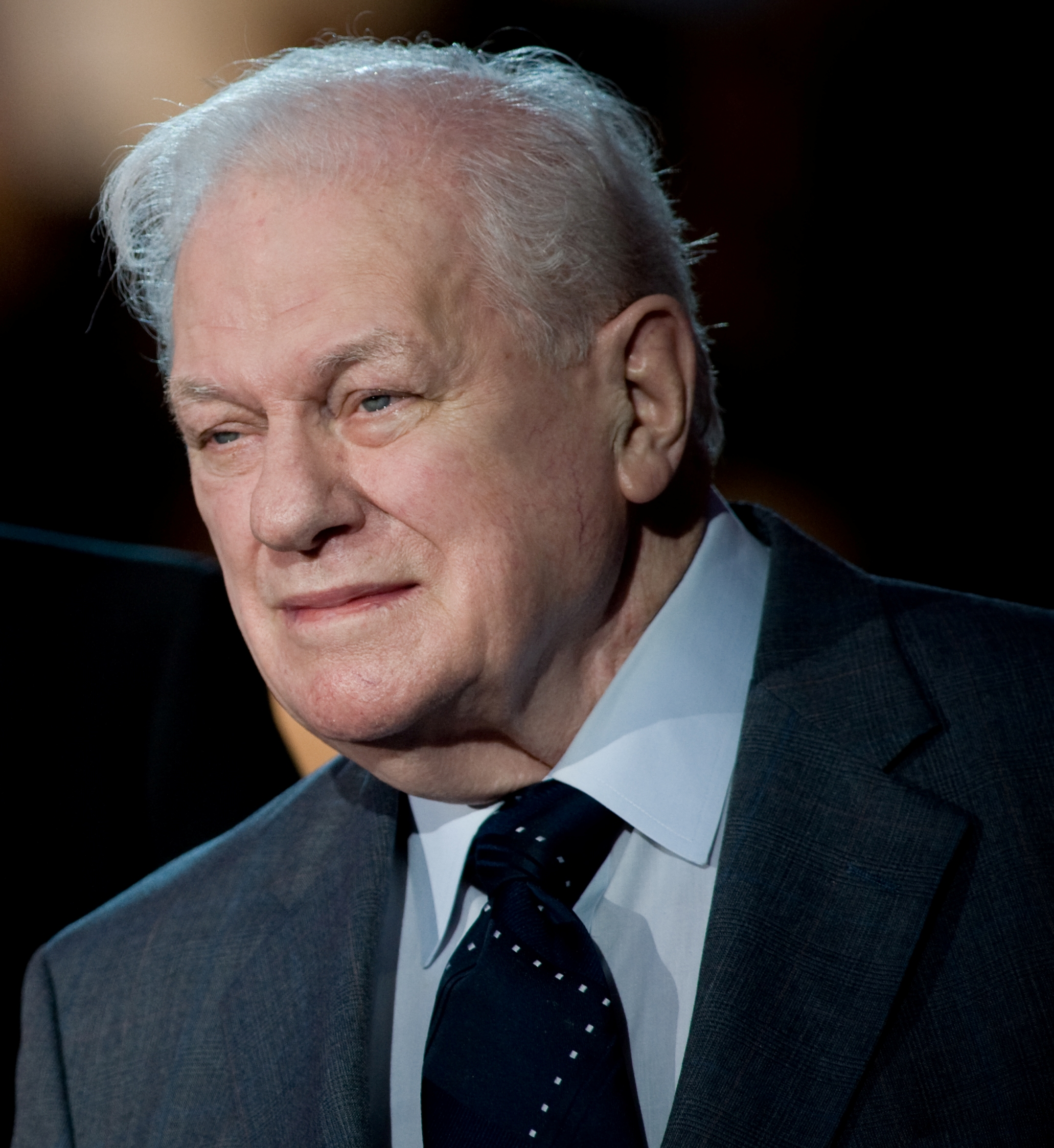
Чарльз Дернінг 2007
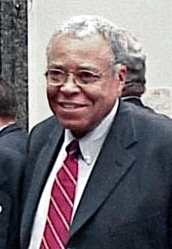
Джеймс Ерл Джонс 2008
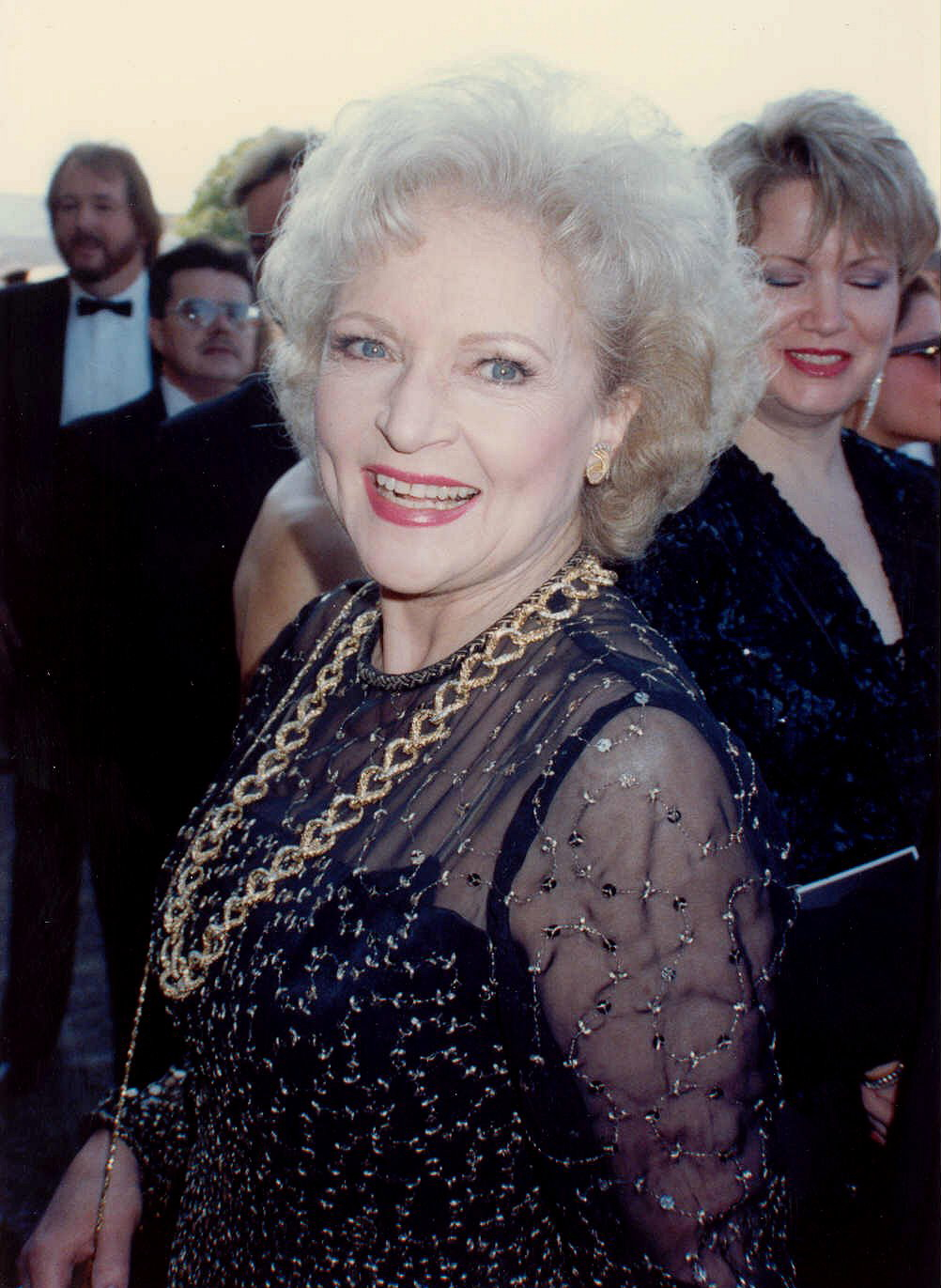
Бетті Вайт 2009
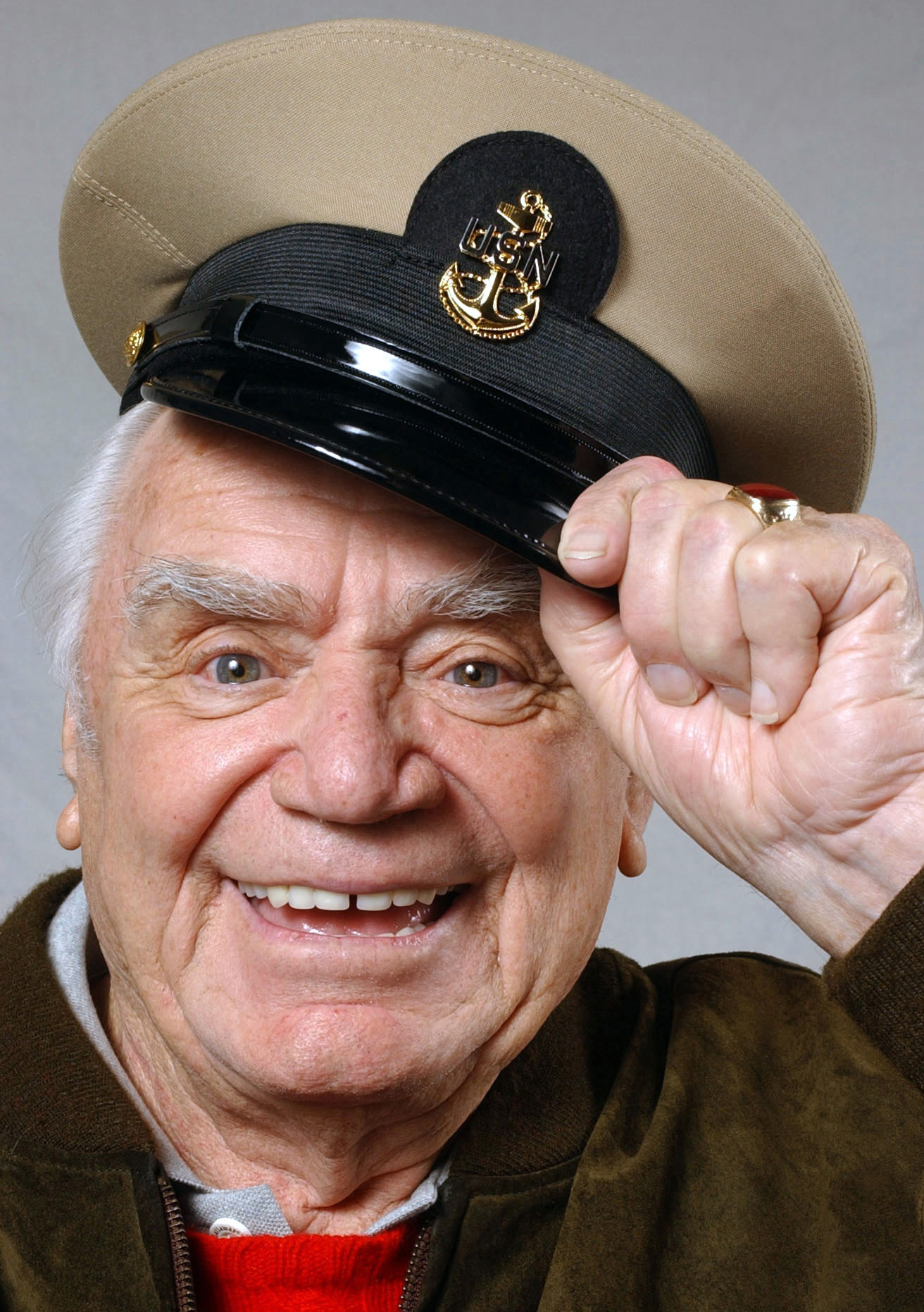
Ернест Боргнайн 2010
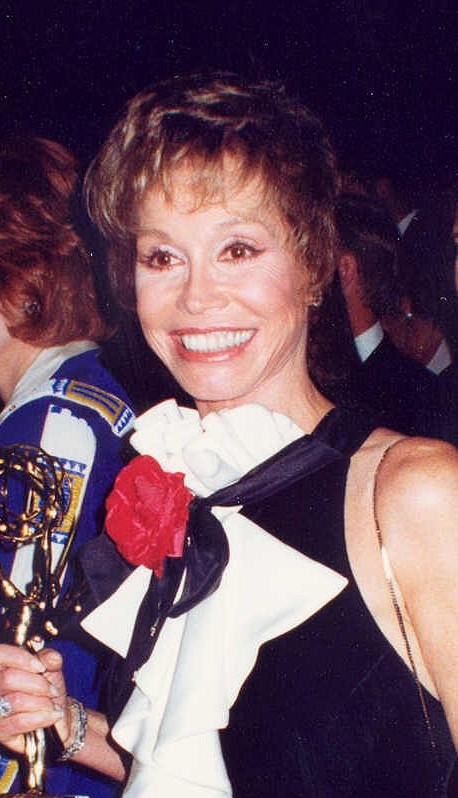
Мері Тайлер Мур 2011
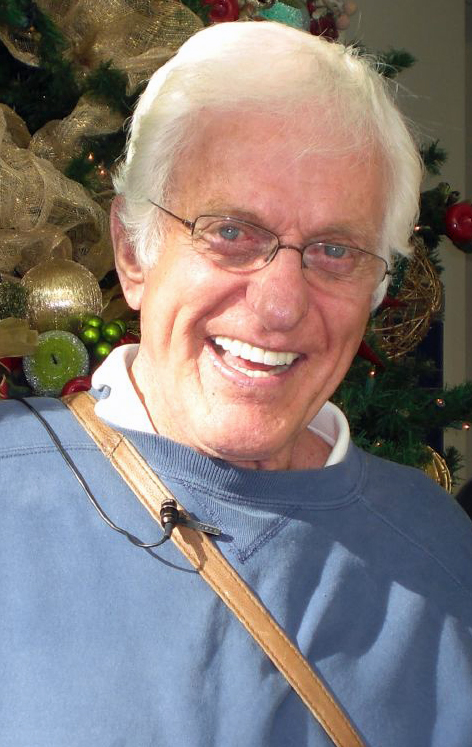
Дік Ван Дайк 2012